# Medardo Rosso

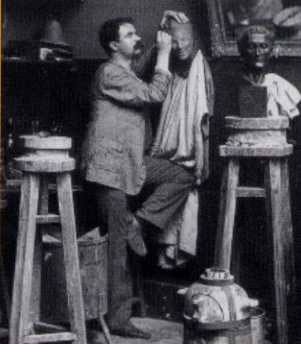
Medardo Rosso aan het werk in zijn atelier

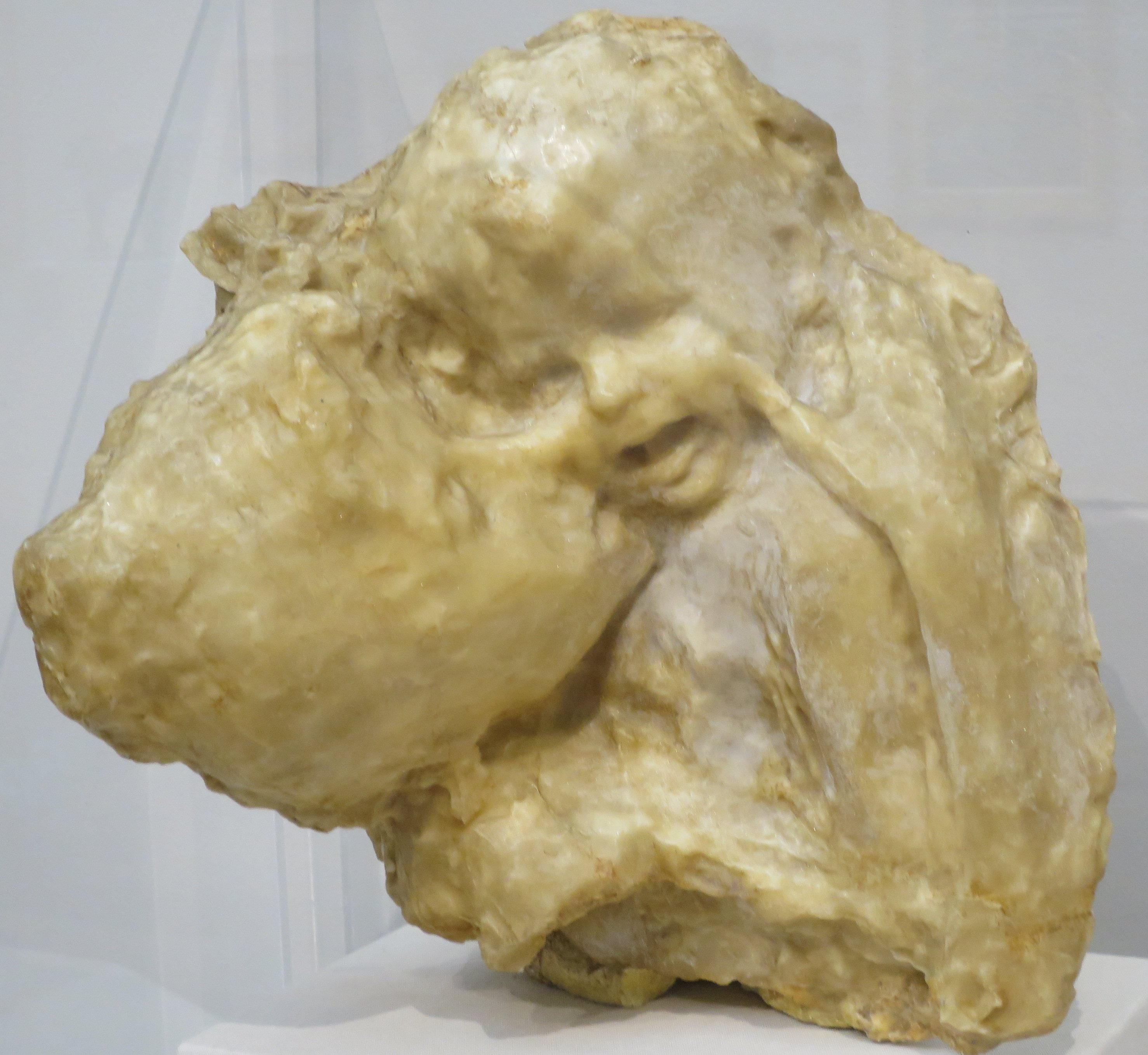
Aetas Aurea, 1884-1885

Medardo Rosso (Turijn, 21 juni 1858 - Milaan, 31 maart 1928) was een Italiaans beeldhouwer en tekenaar. Hij wordt gerekend tot de stroming van het impressionisme.

## Leven
Rosso was de zoon van een stationschef. Na zijn militaire dienst begon hij in 1882 een studie aan de Accademia di Brera in Milaan, maar na een jaar werd hij van de opleiding verwijderd omdat hij zich tegen de academische tradities keerde. Hij vertrok naar Rome, waar hij in relatieve armoede aan de slag ging als beeldhouwer. In 1884 reisde hij naar Parijs, waar hij exposeerde in de Société des Artistes Indépendants en sterk onder de indruk raakte van de impressionisten, In 1889 zou hij zich definitief in de Franse hoofdstad vestigen en opende er een eigen studio, later met een eigen gieterij. 
Rosso  was bevriend met de Nederlandse kunstschilderes Etha Fles, die zijn werk in Nederland zou promoten. Hij was getrouwd en had vijf kinderen. In 1922 keerde hij terug naar Milaan. In 1928 overleed hij tijdens een operatie, bijna 70 jaar oud.

## Werk
Rosso wordt gezien als een impressionistisch beeldhouwer. In zijn esthetiek stonden het licht en ontbinding van het materiaal centraal, waar toentertijd in de conventionele beeldhouwkunst alles om volume en gewicht draaide. Veel van zijn sculpturen zijn bedoeld om van één kant bekeken te worden, als een reliëf. In de uitvoering koos hij voor een experimentele behandeling van het materiaal, waarbij hij was- en klei gietend toepaste, niet als voorstadium voor een bronzen afgietsel, zoals toen gebruikelijk, maar als eindproduct. Iets vergelijkbaars kan worden waargenomen bij impressionistische schilders, die een werk dat in eerste instantie voor de behoudende kunstwereld niet meer dan een schets leek beschouwden als een voltooid werk.
Rosso liet ook een grote hoeveelheid tekeningen na, eveneens in een impressionistische stijl, soms als studies voor zijn beeldhouwwerk. Zijn beeldhouwwerken zijn onder andere te zien in het Museum of Modern Art te New York, het Art Institute of Chicago, het Musée d'Orsay te Parijs en in Nederland in het Kröller-Müller museum in Otterlo. In Lecco bevindt zich een Medardo Rosso-museum.